# Limnonectes dammermani
Limnonectes dammermani är en groddjursart som först beskrevs av Mertens 1929.  Limnonectes dammermani ingår i släktet Limnonectes och familjen Dicroglossidae. IUCN kategoriserar arten globalt som nära hotad. Inga underarter finns listade i Catalogue of Life.